# Блакитна лінія (архітектура)
Блаки́тна лі́нія — межа, що відзначає лінію висот забудованої ділянки, кварталу тощо. Складається історично і по-можливості зберігається в процесі реконструкції охоронних територій сучасних міст. Іноді вживається термін голуба лінія. В Україні поняття «блакитна лінія» закріплене на законодавчому рівні 2018 року.
Блакитна лінія формує обмежувальні елементи лінійних композицій: силует міста, розгортки фасадів вулиці. Для естетичного сприйняття не бажано, щоби блакитна лінія була прямою. Характер, динамізм блакитної лінії формує міське середовище, психологічне сприйняття та естетичну оцінку міста загалом.
Виділяють чотири рівні сприйняття блакитної лінії:
- з віддалених територій — формує первісне уявлення про характер архітектури міста;
- з рельєфу місцевості, домінантних та субдомінантних споруд, фонової забудови — панорами ділянок міста, перспективні ракурси;
- розгортки фасадів вулиць, квартали;
- окремі об'єкти, площини фасадів або їх фрагменти.

На останньому рівні важливу роль відіграють організовані зони сприйняття та ефекти перспективного скорочення та перспективних «зорових тіней» об'єкта.